# Jesús Zavala
Jesús Zavala Esparza (Guadalajara, 16 de septiembre de 1991) es un actor mexicano. 

## Biografía y carrera

### 1991-2002: primeros años
Nacido el 16 de septiembre de 1991 en Guadalajara es hijo de Florencio Zavala. Estudió el nivel básico en el colegio Febres Cordero de La Salle. 

### 2002-2003:Código F.A.M.A.
Su primera aparición en televisión fue en 2002 en el reality show Código F.A.M.A. producido por Rosy Ocampo, donde fue seleccionado entre 38.000 niños para ser uno de los 40 participantes de la primera edición; después de cinco semanas quedó entre los 8 finalistas interpretando las canciones Fiesta en América, Ven conmigo  y Somos dos. El concierto de Código FAMA en el Zócalo de la Ciudad de México reunió a más de 100.000 espectadores.

### 2003-2008: trayectoria como actor infantil
En 2003, a consecuencia de su participación en Código FAMA, fue seleccionado para participar en su primer papel en la telenovela Alegrijes y rebujos, una historia donde se pretendió combinar el talento infantil con la moda de magia y hechiceros impuesta en aquella época dado el éxito de los libros y filmes de Harry Potter. Su personaje fue el antagonista llamado Esteban, quien odia a su padre, un inventor. Hasta que su madre muere en un accidente y Esteban empieza a convertirse de "rebujo" en "alegrije". En la telenovela se formó un grupo musical que se presentó por varios lugares de la República Mexicana.
En 2004, tuvo su segundo papel en telenovela: esta vez su personaje fue el de Chaneque en la primera telenovela «interactiva» producida por Televisa, Misión SOS, también se presentaron por varios lugares de México. Personaje por el cual el público le coloca entonces este sobrenombre, como identificación.
En 2005, participó en la telenovela Pablo y Andrea, con el personaje de Nicolás al lado de Danna Paola y Jorge Trejo en los papeles protagónicos. Pablo y Andrea fue una adaptación televisiva del clásico de Mark Twain Las aventuras de Tom Sawyer, pero no ubicada en el Mississipi, sino en el "mágico" pueblo de Huasca de Ocampo, en el mexicano estado de Hidalgo. Ahí Jesús (Nicolás) hace el personaje que equivale al Huckleberry Finn de la historia original.
En 2007, junto con Martha Sabrina, y Tania Burak, que se agrega poco después, conduce el programa de radio Señal TN en la vieja frecuencia de XEW, en el cual participa hasta finales de 2008.
En 2008, participó en la telenovela Querida enemiga, nuevamente con Danna Paola y Jorge Trejo con el personaje de Iván, en el papel del chico rebelde y resentido con la vida, ya que sus padres murieron en un accidente de tránsito.
También intervino en la cinta All Inclusive (Todo incluido, Rodrigo Ortúzar. México - Chile 2008), donde alterna con Jesús Ochoa y Martha Higareda, en el papel de Andrés, un adolescente hijo de padre mexicano y madre chilena, que se la pasa tomando fotos y se relaciona fortuitamente con una mujer mayor al hacerse pasar por su pareja en internet. Esta ha sido su primera y más destacada participación en las pantallas grandes, por la cual alcanzó una nominación para las Diosas de Plata.

### 2009-2014: transición a papeles maduros
Para 2009, participó por tercera vez al lado de Danna Paola en la telenovela Atrévete a soñar, un remake de la telenovela argentina Patito feo, que fue estrenada el 8 de marzo y donde Jesús interpreta a Roger. Atrévete a soñar concluyó en marzo de 2010 con un concierto final en vivo en el puerto de Veracruz ante 20 mil personas.
En la cinta Cabeza de Buda de 2009, presentó un avance a su imagen como actor infantil, pues en ella interpretó a Jesús, un joven asaltante que es asesinado por su víctima en defensa propia.
A finales de 2010 participó en la cinta Malaventura (Carlos Rincones, México 2010), la odisea de unos adolescentes que, en su camino para llegar a una fiesta, sufrirán todo tipo de desventuras. En ella también actúa Martha Higareda al lado de otros noveles actores. En 2011 y 2012 participa en la telenovela Esperanza del corazón, como actor de reparto interpretando a Wampi, un joven "darketo". En 2012 hace su debut teatral con la puesta en escena Amor sincero, al lado de Daniela Lujan y otras jóvenes promesas.
En 2014 consiguió un papel en la película Obediencia perfecta, basada en una historia real, y en 2015 interpretó a Damián en Malaventura.

### 2015-presente: proyectos posteriores
Posteriormente ha incursionado en las plataformas de streaming destacando su participación en la serie Club de Cuervos (Netflix 2015-2019), en el personaje de Hugo Sánchez, asistente junior del encargado del club (Luis Gerardo Méndez), al que siempre termina sacando de apuros. El personaje le valió un spin-off: La balada de Hugo Sánchez. Durante 2016 participa en la película La boda de Valentina, en la segunda temporada de la serie Club de Cuervos y también hace el papel de Ben, un subsecretario de prensa en la primera versión en español de la obra de teatro Juegos de poder (Farragut North) de Beau Willimon, creador de House of Cards producida por Orange Row.
Ha participado en series como P#t@s redes sociales, Bunker, Supertitlán (TV Azteca), ERRE y NINIS. Ha alternado en musicales como Hoy no me puedo levantar (2017), Siete veces adiós (Él y Él) y Hello Dolly. Otras cintas en las que ha actuado son: Todas menos tú, Dime cuando tú, Enfermo amor, Veinteañera, divorciada y fantástica.

## Filmografía

### Cine
- All Inclusive (2008) - Andrés
- Sexo, amor y otras perversiones, segunda parte (2008) - Elías
- SPAM (2009)
- Cabeza de Buda (2010) - Jesús
- Malaventura (2011) - Damián
- Obediencia perfecta (2014)
- Cómplices (2018) - Mauricio
- La boda de Valentina (2018) - Bernardo
- Veinteañera, divorciada y fantástica (2020) - Andrés "Furby" Montaño
- Dime cuando tú (2021) - Guillermo, Will
- Enfermo amor (2022) - Andres
- Navidad en vivo (2022)- Lucio
- Quiero tu vida (2023) - Abel[1]
- Familia nacional (2023) - Rambito[2]
- Todas menos tú (2024) - Roberto[3]
- Loco por ella (2025) - Victor[4]

### Radio
- Señal TN (XEW, 2007-2008)

### Televisión
- Código F.A.M.A. (2002-03) - él mismo
- Alegrijes y rebujos (2003) - Esteban Domínguez
- Misión S.O.S (2005) - El Chaneque
- Pablo y Andrea (2005) - Nicolás Padilla
- Mujer, casos de la vida real (2006) - él mismo
- Karkú (2008) - Participación especial (Guía de turistas)
- Querida enemiga (2008) - Iván Liñán Mendiola
- La rosa de Guadalupe (2008) - Pablo Espinosa
- Atrévete a soñar (2009) - Roger Hinojosa
- Esperanza del corazón (2011) - Hugo "Wampi" Martínez
- Miss XV (2012) - Raymundo "Ray"
- Como dice el dicho (2015) - Beto
- Club de Cuervos (2015-2019) - Hugo Sánchez
- Drunk history (2016) - Joselito
- La Balada de Hugo Sánchez (2018) - Hugo Sánchez
- R (2020)
- Bunker (2022) - Osiris
- Ninis (2022) - Chesca
- Supertitlán (2022) - Jonás Encinas[5]
- P#t@s redes sociales (2023) - Chiri
- Cada minuto cuenta (2024) - Carlos[6]

### Teatro
- Alegrijes y rebujos (conciertos, 2003)
- Misión SOS (conciertos, 2004)
- Atrévete a soñar (conciertos, Auditorio Nacional. 2009)
- Amor sincero (Musical 2012)
- Juegos de poder de Beau Willimon (2016) ... como Ben
- Hoy No Me Puedo Levantar  (Musical 2017) ... como Colate
- Hello Dolly!  (Musical 2018) ... como Barnaby
- Hoy No Me Puedo Levantar (Musical 2020)... como Colate
- Siete veces adiós (2024)
- SMILEY (2024)
- Priscilla reina del desierto (2024)
- Ahoradespués (2025)

## Discografía
- Código F.A.M.A. - Plataforma 5 - CD
- Código F.A.M.A. - Plataforma 4 - CD
- Código F.A.M.A. - Plataforma 3 - CD
- Código F.A.M.A. - Plataforma 2 - CD
- Código F.A.M.A. - Plataforma 1 - CD
- Lo mejor de Vaselina
- Lo mejor de Walt Disney
- Lo mejor de las telenovelas infantiles
- Disco Alegrije
- Disco Rebujo
- Navidad Alegrije
- Navidad Rebujo
- Alegrijes y Rebujos en Concierto
- Misión S.O.S: Al Rescate de la Navidad
- Misión S.O.S: Mi Misión es Cantar
- Pablo y Andrea
- Atrévete a soñar
- Atrévete a soñar 2
- Atrévete a soñar 1.5 (Superpack)
- Viviendo Atrévete a soñar-DVD (2009) - Roger Hinojosa

## Nominaciones

### Premios TVyNovelas
| Año  | Categoría              | Película         | Resultado |
| ---- | ---------------------- | ---------------- | --------- |
| 2010 | Mejor actor revelación | Atrévete a soñar | Nominado  |
|      |                        |                  |           |